# Marguerite Mareuse

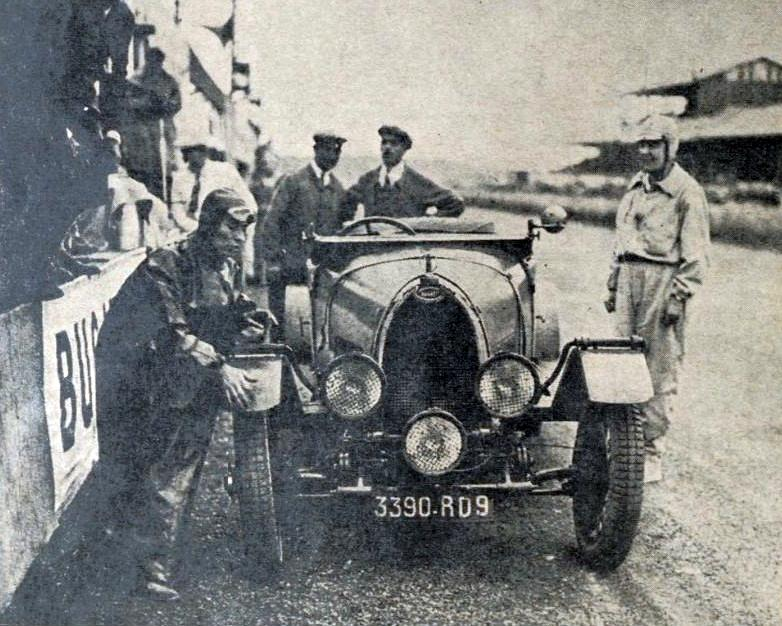
Marguerite Mareuse (à droite) et Odette Siko avec leur Bugatti T40, lors d'un arrêt au stand aux 24 Heures du Mans 1930

Marguerite Marie Paule Charlotte Mareuse (née le 19 avril 1889 à Bègles et décédée le 18 septembre 1964 à La Chapelle-Gauthier) était une pilote automobile française.

## Carrière
Marguerite Mareuse et sa compatriote Odette Siko furent les premières femmes à participer aux 24 Heures du Mans en 1930. Riche, Mme Mareuse possédait plusieurs Bugatti et avait déjà 41 ans lorsqu'elle fit ses débuts au Mans. Sa voiture lors de cette course était une Bugatti T 40, entretenue par les mécaniciens de leur petite équipe de course. Mmes Mareuse et Siko terminèrent septièmes au classement général, deuxièmes dans la catégorie des voitures jusqu'à 1500 cc et huitièmes à l'indice de performance. Sa participation, en 1931, fut écourtée par une disqualification car Mme Mareuse effectua le plein trop tôt par rapport à ce qu'autorisait le règlement en vigueur.
Marguerite Mareuse a toujours participé à ses courses en combinaison rouge. Elle prit part à des courses féminines très populaires dans les années 1930. En 1933, elle remporte le classement féminin du Rallye de Monte-Carlo. Alors qu'elle se rendait au Rallye de Monte-Carlo en 1935, elle eut un grave accident lorsque sa Peugeot entra en collision avec un camion sur une route de campagne entre Umeå et Stockholm. Elle en sortit indemne. Dans un accident en avril 1932 au Grand Prix d'Oran, qu'elle disputait au volant d'une Bugatti T 51, elle fut blessée à la tête.
Sa dernière apparition en course remonte au Rallye du Maroc de 1937. Avec Anne-Cécile Rose-Itier, elle conduisait une Hotchkiss qui abandonna à la suite d'une panne moteur.

## Statistiques

### Résultats au Mans
| Année | Équipe             | Véhicule    | Coéquipier  | Classement       |
| ----- | ------------------ | ----------- | ----------- | ---------------- |
| 1930  | Marguerite Mareuse | Bugatti T40 | Odette Siko | 7e               |
| 1931  | Marguerite Mareuse | Bugatti T40 | Odette Siko | disqualification |

## Littérature
- Christian Moity, Jean-Marc Teissèdre, Alain Bienvenu : 24 heures du Mans, 1923-1992. Éditions d'Art, Besançon 1992,  (ISBN 2-909413-06-3).